# Hugo Guillamón
Hugo Guillamón Sanmartín (San Sebastián, 31 de janeiro de 2000) é um futebolista espanhol que atua como volante e também zagueiro. Atualmente joga pelo Valencia.

## Carreira

### Início
Nascido em San Sebastián, no País Basco, Guillamón se mudou para L'Eliana, uma comunidade de Valência com dois anos de idade e entrou nas categorias de base do Valencia com seis anos.

### Valencia Mestalla
Fez sua estreia pelo Valencia Mestalla em 16 de dezembro de 2017, entrando e substituindo Ivan Zotko no empate de 0–0 com o CF Badalona pela Segunda División B. Durante sua estadia no Time B, sempre foi capitão. Em 23 de dezembro de 2017, Guillamón renovou seu contrato os Che até 2020. Em 27 de outubro do mesmo ano, fez seu primeiro gol na derrota 3–2 para o Alcoyano.

### Valencia

#### 2020–21

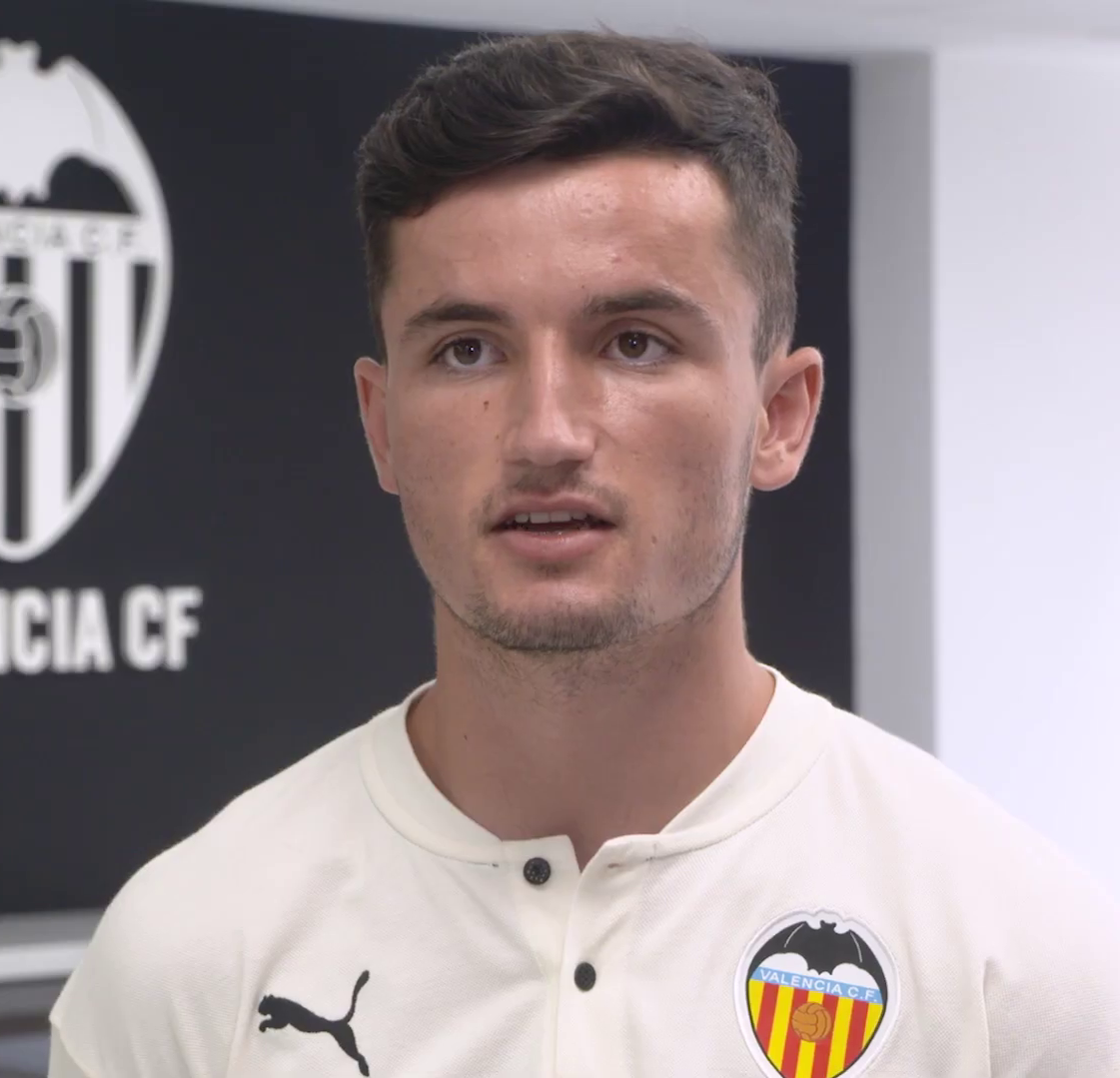
Guillamón em 2020.

Foi integrado ao profissionais em 2020, como zagueiro (posição em que jogava) devido à saída de Garay, lesão de Gabriel Paulista e o maior desempenho de Diakhaby.
Guillamón fez sua estreia pelo time principal do Valencia em 22 de fevereiro de 2020, substituindo o lesionado Eliaquim Mangala no intervalo da derrota de 3–0 sobre o Real Sociedad. Em 22 de julho, renovou mais uma vez seu contrato com clube, indo até 2023 e sendo promovido ao time principal definitivamente. Fez seu primeiro gol pelo time principal em 22 de novembro no empate de 2–2 com o Deportivo Alavés.

#### 2021–22
Em 13 de agosto de 2021, na primeira rodada da La Liga contra o Getafe CF, Guillamón cometeu uma dura falta Nemanja Maksimović com apenas 31 segundos de jogo. Depois da interferência do VAR, Guillamón acabou expulso e se tornou o jogador que mais rápido tomou um cartão vermelho em uma estreia de La Liga, tendo o Valencia ainda sido derrotado pelo placar de 1–0. Em 30 de outubro, marcou um dos gols da vitória de 2–0 sobre o Vilarreal na 12ª rodada da La Liga.
Em 6 de fevereiro num empate sem gols com o Real Sociedad na 23ª rodada da La Liga, sofreu uma lesão no nariz ao chocar-se acidentalmente com Mikel Merino para evitar uma situação clara de gol.

## Estilo de jogo
Tendo começado com zagueiro na base  e posteriormente tornado-se um volante, suas principais qualidades são sua visão de jogo e sua marcação, tendo também um bom passe e boa antecipação de jogadas, compensando sua falta de velocidade.

## Vida pessoal
Hugo estudou Engenharia biomédica, tendo às vezes feito deveres durante suas pausas na concentração.

## Seleção Espanhola

### Sub-17, Sub-18 e Sub-19
Guillamón representou a Espanha Sub-17 e Sub-19, tendo ganho o Campeonato Europeu Sub-17 de 2017 e Campeonato Europeu Sub-19 de 2019. Também fez parte do processo preparatório e consequentemente do elenco que representou a Espanha nos Jogos do Mediterrâneo de 2018, que sagrou-se campeã ao bater a Itália por 3–2.

### Sub-21
Fez sua estreia pela Seleção Sub-21 em 3 de setembro de 2020, na vitória de 1–0 sobre a Macedônia na 6ª rodada das Eliminatórias para Eurcopa Sub-21 de 2021. Já seu primeiro gol foi em sua terceira partida, tendo aberto o marcador na vitória de 3–0 sobre o Cazaquistão em 14 de outubro de 2020. Fez também na vitória de 3–2 sobre a Eslováquia em 9 de outubro de 2021 em jogo das classificatórias para o Europeu Sub-21 de 2023, sendo a terceira vitória seguida do time. Seu terceiro gol foi em 12 de novembro de 2021, na goleada de 5–0 sobre Malta válido pela 5ª rodada das classificatórias para o Europeu Sub-21.
Em 18 de março de 2022, foi convocado pelo técnico Luís de la Fuente para as primeiras rodadas das Eliminatórias de classificação para o Campeonato Europeu de Futebol Sub-21 de 2023, contra Lituânia e Eslováquia, nos dias 25 e 29 de março, respectivamente. Voltou a ser convocado para a categoria em 2 de junho de 2023, para a disputa do Campeonato Europeu Sub-21.

### Seleção Principal
Durante o período de isolamento alguns atletas da Seleção Espanhola acabaram testando positivo para COVID-19 pelo fato de Sergio Busquets ter contraído o vírus, e o Sub-21 da Espanha foi convocado para disputar o amistoso contra a Lituânia. Guillamón por fazer parte do Sub-21, fez sua estreia pelo time principal e fez um dos gols da vitória de 4–0. Foi convocado efetivamente pela primeira vez pelo técnico Luis Enrique em março de 2022 para substituir Diego Llorente, lesionado, nos jogos amistosos contra a Albânia e Islândia, em 25 e 20 de março respectivamente. Não entrou contra a Albânia, mas atuou como titular contra a Islândia e deu uma assistência para Morata fazer o primeiro gol da goleada de 5–0, tendo Guillamón sido elogiado por sua atuação pelo técnico ao fim da partida.
Em 16 de setembro de 2022, Guillamón foi um dos convocados por Luis Enrique para duas rodadas da Liga das Nações contra a Suíça e Portugal, nos dias 24 e 27 de setembro, respectivamente.
Em 11 de novembro, foi um dos 26 convocados para a representar a Seleção Espanhola na Copa do Mundo de 2022.

## Estatísticas
Atualizadas até dia 1 de julho de 2023.

### Clubes
| Clube             | Temporada         | Campeonato nacional | Campeonato nacional | Campeonato nacional | Copa nacional | Copa nacional | Copa nacional | Competição nacional | Competição nacional | Competição nacional | Outros torneios | Outros torneios | Outros torneios | Total | Total | Total   |
| Clube             | Temporada         | Jogos               | Gols                | Assist.             | Jogos         | Gols          | Assist.       | Jogos               | Gols                | Assist.             | Jogos           | Goals           | Assist.         | Jogos | Gols  | Assist. |
| ----------------- | ----------------- | ------------------- | ------------------- | ------------------- | ------------- | ------------- | ------------- | ------------------- | ------------------- | ------------------- | --------------- | --------------- | --------------- | ----- | ----- | ------- |
| Valencia Mestalla | 2017–18           | 11                  | 0                   | 0                   | —             | —             | —             | —                   | —                   | —                   | —               | —               | —               | 11    | 0     | 0       |
| Valencia Mestalla | 2018–19           | 29                  | 1                   | 0                   | —             | —             | —             | —                   | —                   | —                   | —               | —               | —               | 29    | 1     | 0       |
| Valencia Mestalla | 2019–20           | 18                  | 1                   | 0                   | —             | —             | —             | —                   | —                   | —                   | —               | —               | —               | 18    | 1     | 0       |
| Valencia Mestalla | Total             | 58                  | 2                   | 0                   | 0             | 0             | 0             | 0                   | 0                   | 0                   | 0               | 0               | 0               | 58    | 2     | 0       |
| Valencia          | 2019–20           | 6                   | 0                   | 0                   | 0             | 0             | 0             | —                   | —                   | —                   | —               | —               | —               | 6     | 0     | 0       |
| Valencia          | 2020–21           | 25                  | 1                   | 0                   | 2             | 0             | 0             | —                   | —                   | —                   | —               | —               | —               | 27    | 1     | 0       |
| Valencia          | 2021–22           | 31                  | 1                   | 0                   | 6             | 1             | 0             | —                   | —                   | —                   | —               | —               | —               | 37    | 2     | 0       |
| Valencia          | 2022–23           | 25                  | 1                   | 4                   | 3             | 0             | 0             | —                   | —                   | —                   | 1               | 0               | 0               | 29    | 1     | 4       |
| Valencia          | Total             | 87                  | 2                   | 3                   | 11            | 0             | 0             | 0                   | 0                   | 0                   | 1               | 0               | 0               | 99    | 4     | 4       |
| Total na carreira | Total na carreira | 87                  | 4                   | 3                   | 11            | 0             | 0             | 0                   | 0                   | 0                   | 1               | 0               | 0               | 157   | 6     | 4       |

- a. ^ Jogos da Copa do Rei
- b. ^ Jogos da
- c. ^ Jogos da Supercopa da Espanha

### Seleção espanhola
Atualizado até 1 de julho de 2023.

#### Sub-16
| Ano   | Jogos | Gols |
| ----- | ----- | ---- |
| 2016  | 1     | 0    |
| Total | 1     | 0    |

#### Sub-17
| Ano   | Jogos | Gols |
| ----- | ----- | ---- |
| 2016  | 3     | 0    |
| 2017  | 18    | 0    |
| Total | 21    | 0    |

#### Sub-18
| Ano   | Jogos | Gols |
| ----- | ----- | ---- |
| 2018  | 3     | 0    |
| Total | 3     | 0    |

#### Sub-19
| Ano   | Jogos | Gols |
| ----- | ----- | ---- |
| 2018  | 4     | 0    |
| 2019  | 10    | 1    |
| Total | 14    | 1    |

#### Sub-21
| Ano   | Jogos | Gols |
| ----- | ----- | ---- |
| 2020  | 5     | 1    |
| 2021  | 9     | 2    |
| 2022  | 0     | 0    |
| 2023  | 4     | 0    |
| Total | 18    | 3    |

#### Principal
| Ano   | Jogos | Gols |
| ----- | ----- | ---- |
| 2021  | 1     | 1    |
| 2022  | 2     | 0    |
| Total | 3     | 1    |

#### Gols pela Seleção Principal
| #  | Data               | Local                                           | Adversário | Gol | Resultado | Competição |
| -- | ------------------ | ----------------------------------------------- | ---------- | --- | --------- | ---------- |
| 1. | 8 de junho de 2021 | Estádio Municipal de Butarque, Leganés, Espanha | Lituânia   | 1–0 | 4–0       | Amistoso   |

## Títulos

### Espanha Sub-17
- Campeonato Europe Sub-17: 2017

### Espanha Sub-19
- Campeonato Europeu Sub-19: 2019